# Piotr Jaworski (dziennikarz)
Piotr Jaworski (ur. 15 listopada 1968 w Ostródzie) – dziennikarz radiowy.

## Kariera zawodowa
Pierwsze kroki na radiowej drodze stawiał w   Radiu Gdańsk. W latach 2001–2011 pracował w RMF FM. Przez wiele lat prowadził wczesny poranek – od 4:00 do 6:00 rano. Od maja 2006 wspólnie z Martą Grzywacz prowadził weekendowe  programy od 10:00 do 15:00. Od 2011 prowadził sobotni Przepis na weekend oraz w dni powszednie Dobranockę. Rozstał się z radiem RMF FM w listopadzie 2011. Od 2012 był gospodarzem audycji O tym się mówi w  Radiu Kraków. Od września 2012 współprowadzi poranną audycję w Radiu Złote Przeboje – Złote Przeboje na Dzień Dobry.

## Życie prywatne
Żonaty, ma dwoje dzieci (z pierwszego małżeństwa).